# Vantanea
Genre
Classification APG III (2009)
Synonymes
Selon Tropicos (15 mars 2022) :
- Helleria Nees & C. Mart.
- Humiria sect. Vantanea (Aubl.) Baill.
- Humiria sect. Vantaneoides Baill.
- Lemnescia Willd.
- Lemniscia Schreb.

Vantanea est un genre de plantes à fleursde la famille des Humiriaceae, comprenant 4 à 20 espèces sud-américaines.
Le nom Vantanea provient du nom vernaculaire Noiragues de l'espèce type Vantanea guianensis Aubl. : IOUANTAN.

## Protologue
En 1775, le botaniste Aublet propose le protologue suivant : 
« VANTANEA. (Tabula 229.)
CAL Perianthium concavum, quinquedentatum, denticulis ſubrotundis, acutis.
COR. Petala quinque, longa, anguſta, apice recurva, nectario cyathi formi inſerta.
STAM. Filamenta numeroſa (70 & 80), capillaria, corollâ longiora. Antheræ paivæ, ſubrotundæ, biloculares.
PIST. Germen ſubrotundum, diſco circumdatum. Stylus longus, filiformis. Stigma obtuſum.
PER. Fructus immaturus, traniverſim ſedus, quinquelocularis apparuit. 

SEM. ſolitaria, in quolibet loculo. »
— Fusée-Aublet, 1775.

## Liste d'espèces
Selon GBIF (9 mars 2022) :
- Vantanea aracaensis (Nees & Mart.) Benth.
- Vantanea bahiaensis Cuatrec.
- Vantanea barbourii Standl.
- Vantanea celativenia (Standl.) Cuatrec.
- Vantanea cipaconensis Herrera et al., 2010
- Vantanea compacta (Schnizl.) Cuatrec.
- Vantanea compressiformis Berry, 1929
- Vantanea deniseae W.A.Rodrigues
- Vantanea depleta Mc Pherson
- Vantanea depleta McPherson
- Vantanea guianensis Aubl.
- Vantanea macrocarpa Ducke
- Vantanea maculicarpa Sabatier & Engel
- Vantanea magdalenensis Cuatrec.
- Vantanea micrantha Ducke
- Vantanea minor Benth.
- Vantanea morii Cuatrec.
- Vantanea obovata (Nees & Mart.) Benth.
- Vantanea occidentalis Cuatrec.
- Vantanea ovicarpa Sabatier
- Vantanea paraensis Ducke
- Vantanea parviflora Lam.
- Vantanea peruviana J.F.Macbr.
- Vantanea spichigeri A.H.Gentry
- Vantanea spiritu-sancti (Cuatrec.) K.Wurdack & Zartman
- Vantanea tuberculata Ducke

Selon World Flora Online (WFO) (9 mars 2022) :
- Vantanea bahiaensis Cuatrec.
- Vantanea barbourii Standl.
- Vantanea celativenia (Standl.) Cuatrec.
- Vantanea compacta (Schnizl.) Cuatrec.
- Vantanea deniseae W.A. Rodrigues
- Vantanea depleta McPherson
- Vantanea guianensis Aubl.
- Vantanea macrocarpa Ducke
- Vantanea magdalenensis Cuatrec.
- Vantanea micrantha Ducke
- Vantanea minor Benth.
- Vantanea morii Cuatrec.
- Vantanea obovata (Nees & Mart.) Benth.
- Vantanea occidentalis Cuatrec.
- Vantanea ovicarpa Sabatier
- Vantanea paraensis Ducke
- Vantanea parviflora Lam.
- Vantanea peruviana J.F. Macbr.
- Vantanea spichigeri A.H. Gentry
- Vantanea tuberculata Ducke

Selon Tropicos (9 mars 2022) (Attention liste brute contenant possiblement des synonymes) :
- Vantanea bahiaensis Cuatrec., 1990
- Vantanea barbourii Standl., 1943
- Vantanea celativenia (Standl.) Cuatrec., 1961
- Vantanea compacta (Schnizl.) Cuatrec., 1961
- Vantanea contracta Urb., 1892
- Vantanea cupularis Huber, 1910
- Vantanea deniseae W.A. Rodrigues, 1982
- Vantanea depleta McPherson, 1988
- Vantanea guianensis Aubl., 1775
- Vantanea macrocarpa Ducke, 1935
- Vantanea maculicarpa Sabatier & J. Engel, 2018
- Vantanea magdalenensis Cuatrec., 1956
- Vantanea micrantha Ducke, 1938
- Vantanea minor Benth., 1853
- Vantanea morii Cuatrec., 1990
- Vantanea obovata (Nees & Mart.) Benth., 1853
- Vantanea occidentalis Cuatrec., 1950
- Vantanea ovalifolia (A. Juss.) Benth., 1853
- Vantanea ovicarpa Sabatier, 2002 [2003]
- Vantanea paniculata Urb., 1877
- Vantanea paraensis Ducke, 1925
- Vantanea parviflora Lam., 1792
- Vantanea peruviana J.F. Macbr., 1934
- Vantanea spichigeri A.H. Gentry, 1990
- Vantanea spiritu-sancti (Cuatrec.) K. Wurdack & Zartman, 2019
- Vantanea tuberculata Ducke, 1938